# Карликова саламандра деревна
Карликова саламандра деревна (Thorius arboreus) — вид земноводних роду Карликова саламандра родини Безлегеневі саламандри.

## Опис
Завдовжки тіла самців становлять 16,1—18,4 мм, самиць — 15,2-20 мм. За своєю будовою саламандра схожа на інших представників свого роду. Відрізняється кількістю зубів: у самців є 6 сошникових зубів, а у самиць — 4—5.
Забарвлення спини червоно-коричневе або червонувате. Іноді по хребті може проходити темна смуга. бувають особини з білими плямами на носі та під очима. Черево та лапи світліші за спину.

## Спосіб життя
Полюбляє тропічні та субтропічні вологі гірські ліси. Зустрічається на висоті 1500–2755 м над рівнем моря. Більшу частину життя проводить під гнилими колодами або серед опалого листя. Живиться дрібними безхребетними та їх личинками.
Парування й розмноження відбувається у сезон дощів. Самиця відкладає до 10 яєць, зариваючи у землю. Пуголовки розвиваються у тимчасових водоймах.
Поширена в Мексиці на північних схилах гірського хребта Сьєрра-де-Хуарес (штат Оахака).

## Розповсюдження
Мешкає у штаті Оахака (Мексика).